# All-Star Game LNB 1998
Le All-Star Game LNB 1998 est la 12e édition du All-Star Game LNB. Il s’est déroulé le 25 avril 1998 au Palais des sports Jean-Michel-Geoffroy de Dijon. L’équipe des All-Stars Français a battu l’équipe des All-Stars étrangers (112-98). Jerry McCullough a été élu MVP du match. Le match est diffusé sur Eurosport.

## Joueurs

### All-Stars Français
| Position    | Joueur            | Équipe      |
| ----------- | ----------------- | ----------- |
| Meneur      | Moustapha Sonko   | ASVEL       |
| Arrière     | Alain Digbeu      | ASVEL       |
| Ailier      | Stéphane Risacher | PSG Racing  |
| Ailier fort | Jim Bilba         | ASVEL       |
| Pivot       | Frédéric Weis     | Limoges CSP |

| Position    | Joueur          | Équipe     |
| ----------- | --------------- | ---------- |
| Meneur      | Bruno Hamm      | Dijon      |
| Ailier      | Didier Gadou    | Pau-Orthez |
| Ailier      | Laurent Foirest | Pau-Orthez |
| Ailier fort | Derrick Lewis   | Nancy      |
| Pivot       | Paul Fortier    | Cholet     |

- Entraîneur : Gregor Beugnot (ASVEL Lyon-Villeurbanne)

### All-Stars Étrangers
| Position       | Joueur         | Équipe     |
| -------------- | -------------- | ---------- |
| Meneur         | Delaney Rudd   | ASVEL      |
| Arrière-Ailier | Paul Graham    | Dijon      |
| Ailier         | Nikola Lončar  | PSG Racing |
| Pivot          | Eric Struelens | PSG Racing |
| Pivot          | Keith Hill     | Dijon      |

| Position    | Joueur                 | Équipe      |
| ----------- | ---------------------- | ----------- |
| Meneur      | Jerry McCullough       | Gravelines  |
| Arrière     | Nenad Marković         | Limoges CSP |
| Ailier      | Pat Durham             | Nancy       |
| Ailier fort | Josh Grant             | Le Mans     |
| Ailier fort | Jean-Jacques Conceição | Limoges     |

- Entraîneur : Claude Bergeaud (Pau-Orthez)

## Concours de tirs à 3 points
- Nenad Marković (Limoges) bat Jerry McCullough (Gravelines) en finale

| Pos.    | Joueur           | Équipe                  | taille | Premier tour | Finale |
| ------- | ---------------- | ----------------------- | ------ | ------------ | ------ |
| Meneur  | Nenad Marković   | Limoges CSP             | 1,96 m | 16           | 15     |
| Arrière | Jerry McCullough | Gravelines              | 1,79 m | 16           | 11     |
| Meneur  | Keith Jennings   | Le Mans                 | 1,70 m | 12           |        |
| Ailier  | Nikola Lončar    | PSG Racing              | 1,97 m | 10           |        |
| Ailier  | Eric Nordmann    | Besançon                | 2,02 m | 10           |        |
| Meneur  | Delaney Rudd     | ASVEL Lyon-Villeurbanne | 1,88 m | 9            |        |
| Arrière | Jonas Larsson    | Dijon                   | 1,94 m | 5            |        |

## Concours de dunks
- Laurent Cazalon (Dijon) bat Anthony Smith (Besançon) en finale.

| Pos.    | Joueur          | Équipe                  | Taille | Premier tour | Finale |
| ------- | --------------- | ----------------------- | ------ | ------------ | ------ |
| Ailier  | Laurent Cazalon | Dijon                   | 1,92 m | 172          |        |
| Ailier  | Anthony Smith   | Besançon                | 1,96 m | 159          |        |
| Arrière | Salomon Sami    | ASVEL Lyon-Villeurbanne | 1,90 m | 156          |        |
| Ailier  | Larry Terry     | Mulhouse                | 1,96 m | 120          |        |

## All-Star Espoir
Les « All-Stars Ouest » battent les « All-Stars Est » 119-94.